# 廣瀬徹也
廣瀬 徹也（ひろせ てつや、1939年〈昭和14年〉10月18日 - ）は、日本の元外交官。駐アゼルバイジャン特命全権大使、駐ジョージア特命全権大使などを務めた。

## 来歴・人物
1939年（昭和14年）大阪市生まれ。1958年大阪府立清水谷高等学校卒業。1961年大阪外国語大学（現・大阪大学）短期大学部英語科卒業。1963年（昭和38年）京都府立大学文家政学部文学科（英米文学専攻）卒業し外務省入り。語学研修生（専門職）として派遣を機にトルコに通算11年間、イスラエルや米国、カナダでは在トロント総領事館の首席領事として在外勤務。1990年北米局北米第一課地域調査官。1993年欧亜局ロシア課新独立国家（NIS）室の室長。1996年在ウラジオストク総領事。
2000年駐アゼルバイジャン特命全権大使、同年10月グルジア（現・ジョージア）特命全権大使を兼任。2002年退官。本省勤務の間、国連開発計画（ＵＮＤＰ）東京連絡事務所の所長も務めた。
現在、アジア・太平洋国会議員連合中央事務局の事務総長、國學院大学法学部非常勤講師、民間外交推進協会日中東文化経済委員会の委員、日本・ウラジオストク協会の名誉会長などを務めている。

## 著書
- 『テュルク族の世界　シベリアからイスタンブールまで』（東洋書店、2007年）

### 共編著
- 『日本の中央アジア外交：試される地域戦略』（クリストファー・レン、宇山智彦、北海道大学出版会、2009年）